# Chemin de fer de la vallée de Sernf

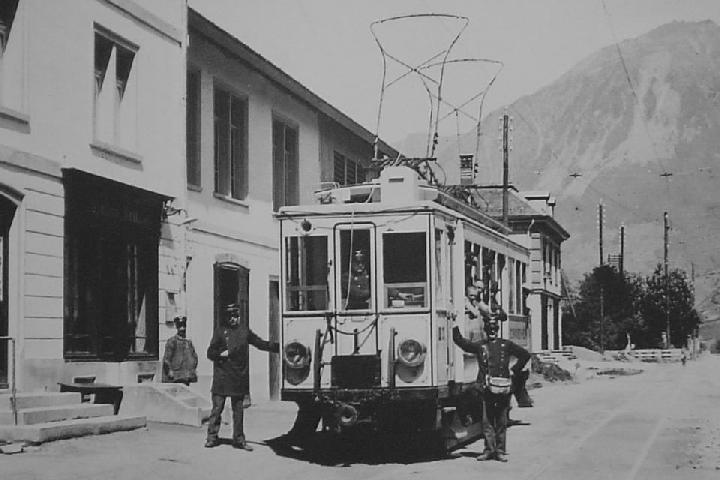
Une automotrice de la série 1 à 3 à l'ouverture de la ligne.

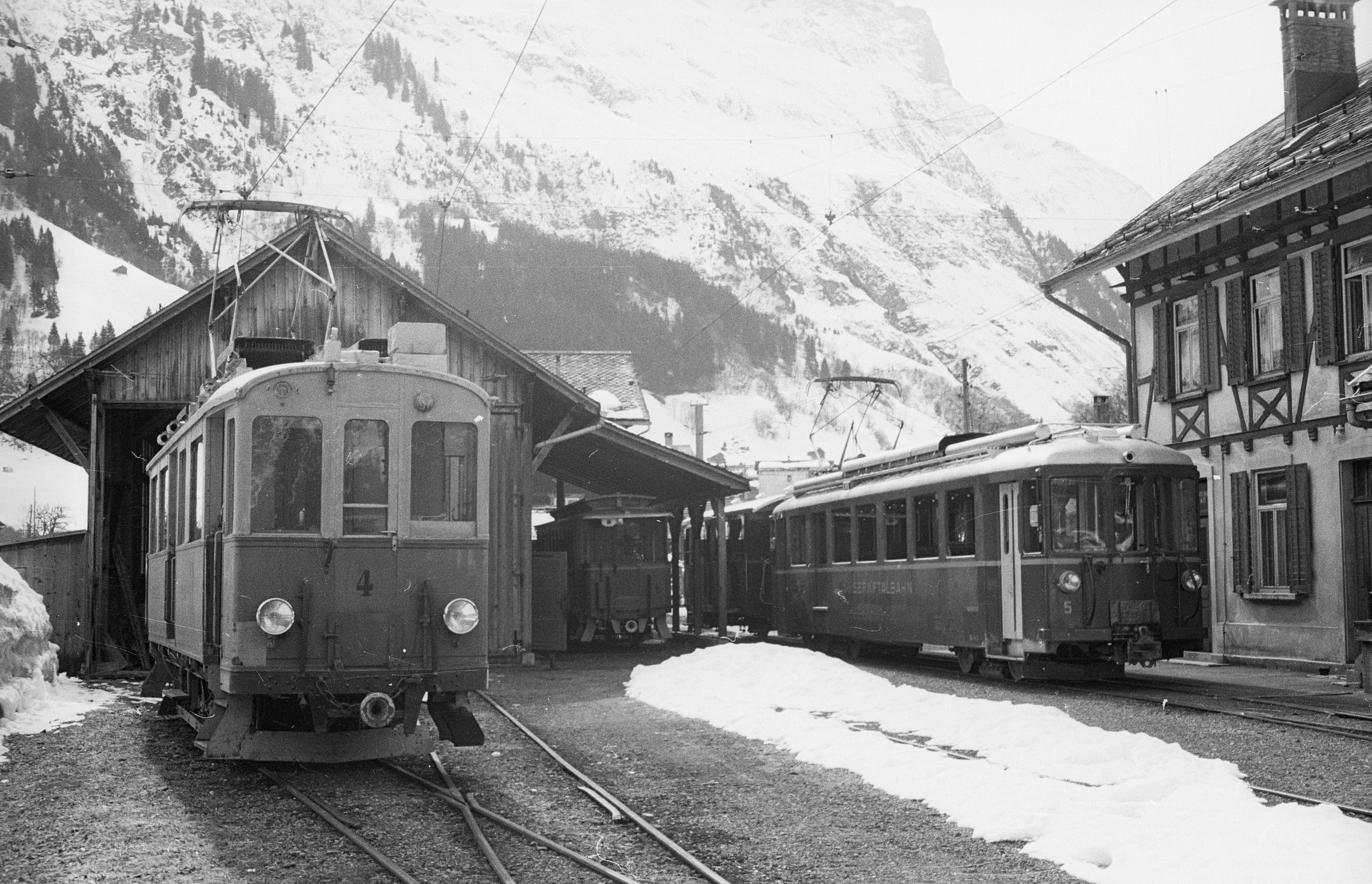
Automotrices N°4 et 5 en gare d'Elm, le terminus de la ligne.

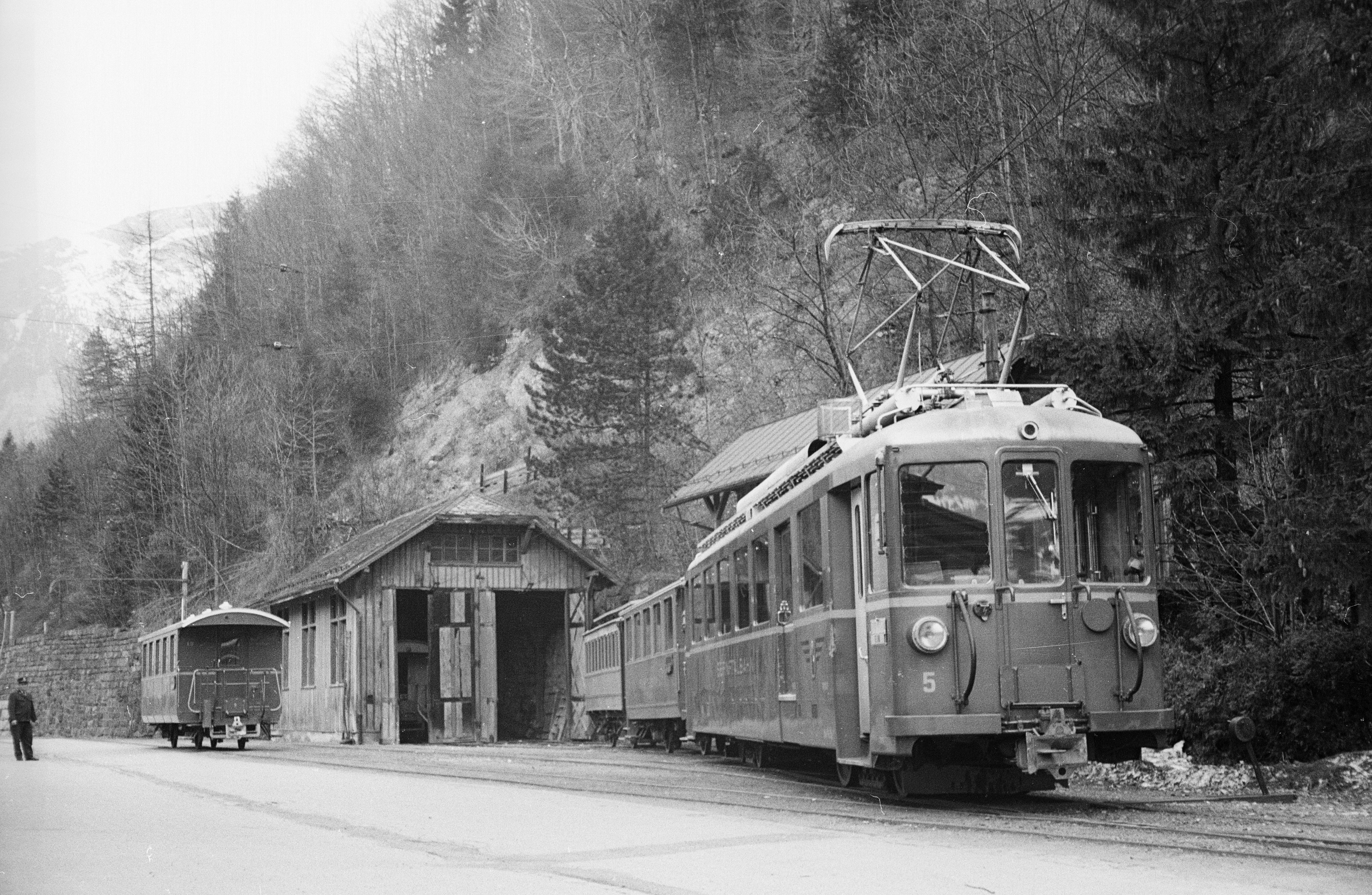
Automotrice n°5 en gare de Schwanden avec les remorques 12, 14 et 15 en 1967.

Le Chemin de fer de la vallée de la Sernf ou Sernftalbahn a fonctionné entre Schwanden et Elm dans le canton de Glaris en Suisse entre 1905 et 1969.

## Histoire
Une concession est attribuée en 1892 à un comité d'initiatives pour la construction d'un chemin de fer sur route entre Schwanden et Elm dans la vallée de la Sernf. En 1896, la concession est cédée à la Fabrique de machines d'Oerlikon. En 1902, elle est attribuée à nouveau au comité d'initiatives pour la construction du chemin de fer de la vallée de la Sernf.
La ligne est ouverte le 7 août 1905. Elle utilise la traction électrique dès l'origine. L'alimentation électrique se fait en courant continu à la tension de 850 volts. L'exploitation cesse le 31 mai 1969.

## La ligne
- Schwanden - Engi - Elm (13,8km) : ouverture en 1905

Le centre du réseau le dépôt, les ateliers et la sous-station se trouvent à Engi-Vorderdorf.

## Matériel roulant

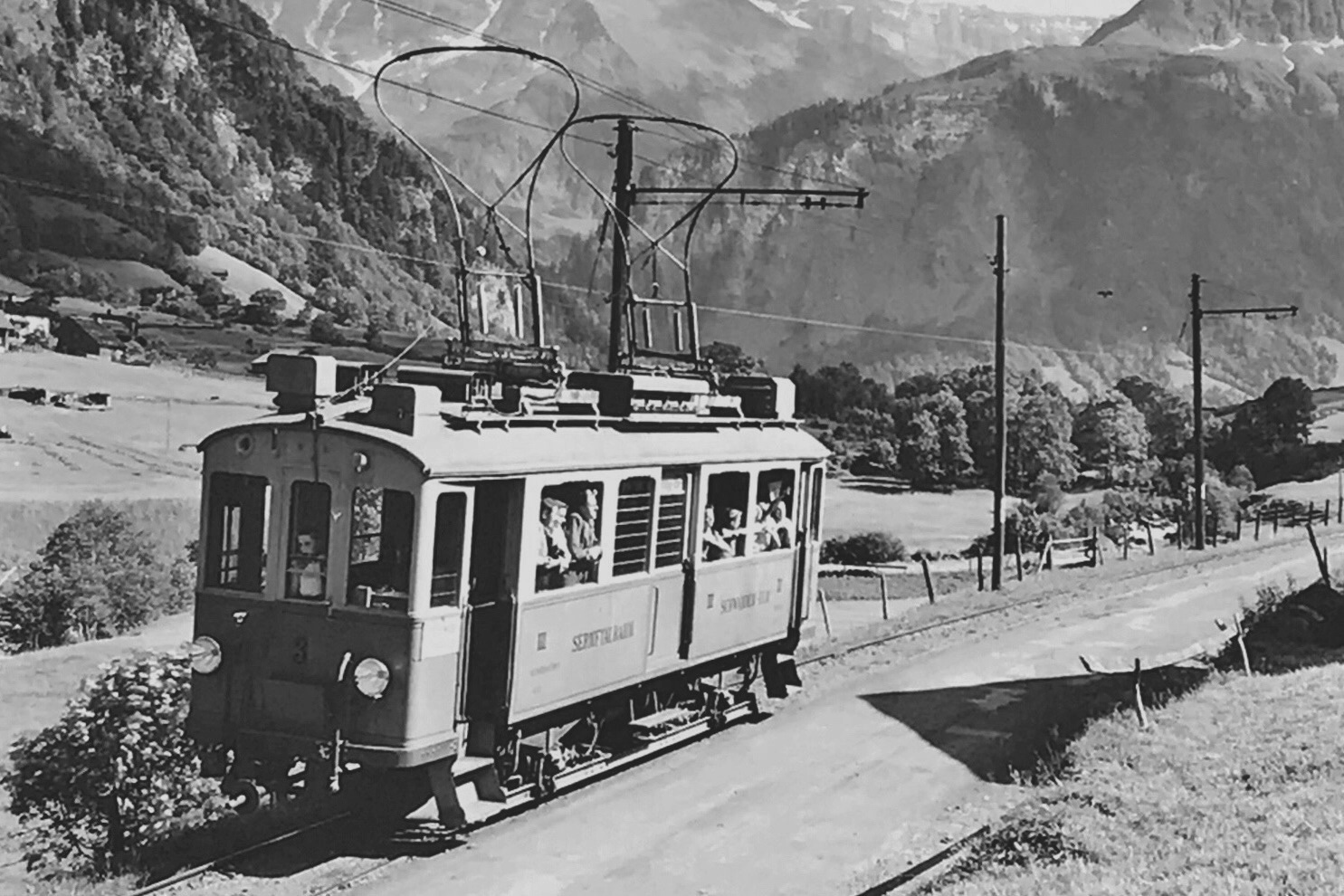
Automotrice n°3 avec caisse reconstruite, circulant en ligne.

### Matériel livré neuf
Automotrices à 2 essieux :
- n°1 à 3, de type BDe 2/2, livrées en 1905
- n°4, de type BDe 2/2, livrée en 1928[2]

Automotrices à bogies :
- n°5 à 7, de type BDe 4/4 livrées en 1949

Tracteurs pour marchandises à 2 essieux :
- n° 21, de type Xe 2/2, livrée en 1905
- n° 22, de type Xe 2/2, transformation de l'automotrice n°2

Voitures à voyageurs à 2 essieux :
- n°11 à 13, livrées en 1905

Wagons de marchandises à 2 essieux :
Wagons couverts
- K 31 à 35, livrés en 1905
- K 35 à 36, livrés en 1929 et 1926

Wagons tombereaux
- L 41 à 47, livrés en 1905-1906
- L 48 à 49, livrés en 1923
- L 50, livré en 1929

### Matériel acquis en seconde main
En 1955, le réseau des tramways du canton de Zoug ferme et les véhicules suivants sont acquis :
- les voitures à voyageurs n°36 à 38 ; les 37 et 38 sont numérotées 14 et 15
- les wagons plats, M 81 à 83,

### Matériel préservé
En 1969, le Chemin de fer-musée Blonay-Chamby acquiet l'automotrice n°4, la voiture n°13 et le wagon K 31.
L'association de préservation Verein Sernftalbahn a acquis les automotrices 5 et 6 et les wagons de marchandises K 32, K 35 et 36. Les automotrices sont préservées dans la gare d'Elm et les wagons dans la gare d'Engi Vorderdorf.
Les automotrices ont été achetées en 1969 par le Chemin de fer Aigle-Ollon-Monthey-Champéry (AOMC). Elles sont vendues en 1986 en Autriche au chemin de fer Vöcklamarkt - Attersee. En 2016, l'association Verein Sernftalbahn préserve la 5 et la 6.
Le chemin de fer de la vallée de Jagst en Allemagne (Jagsttalbahn) a préservé la voiture C 15.

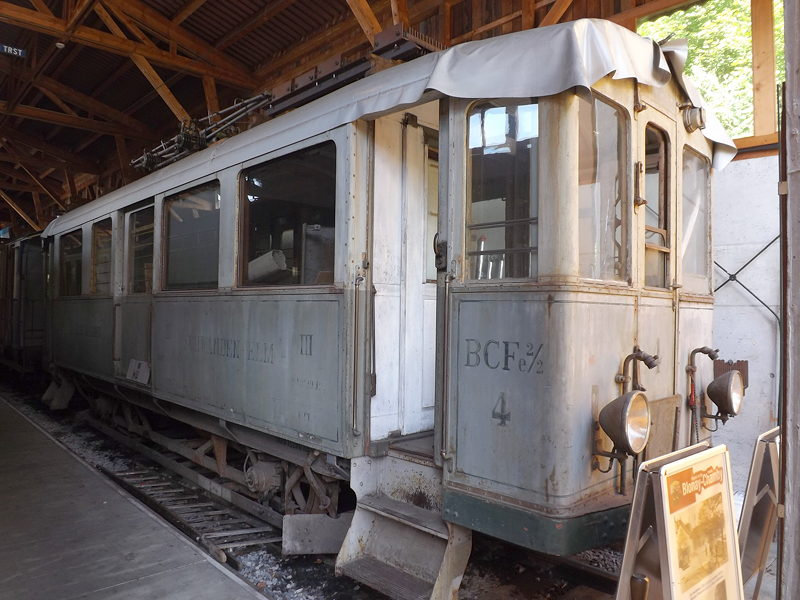
L'automotrice 4 préservée sur le Chemin de fer-musée Blonay-Chamby.
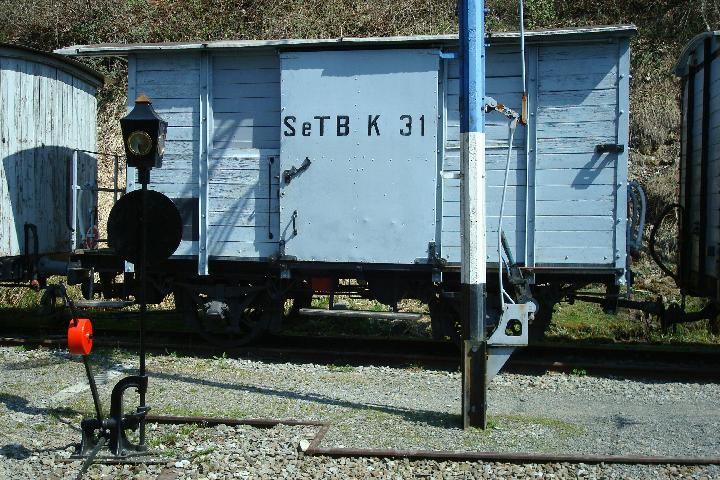
Le wagon couvert K 31 préservé sur le Chemin de fer-musée Blonay-Chamby.
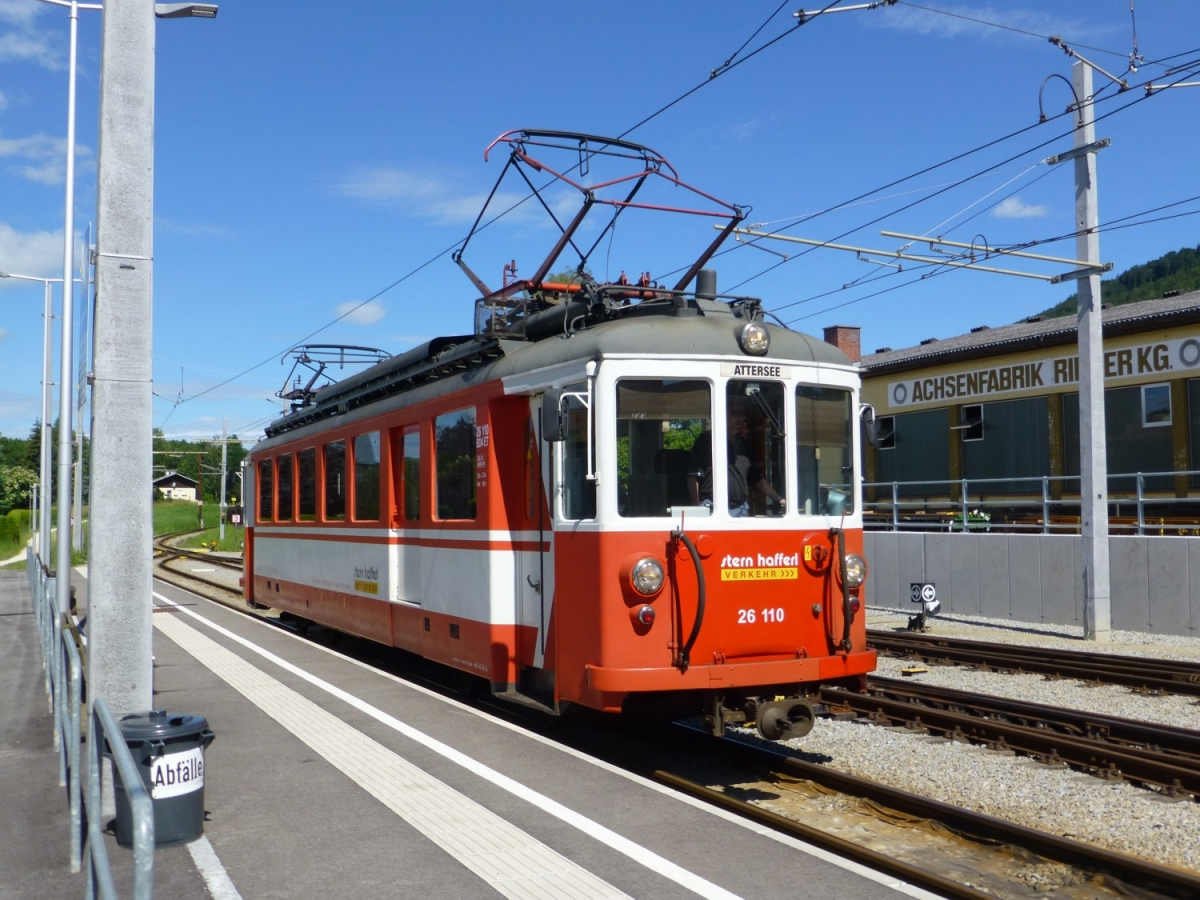
L'automotrice 5 en circulation en Autriche sur la ligne Vöcklamarkt - Attersee et immatriculée 23 110.
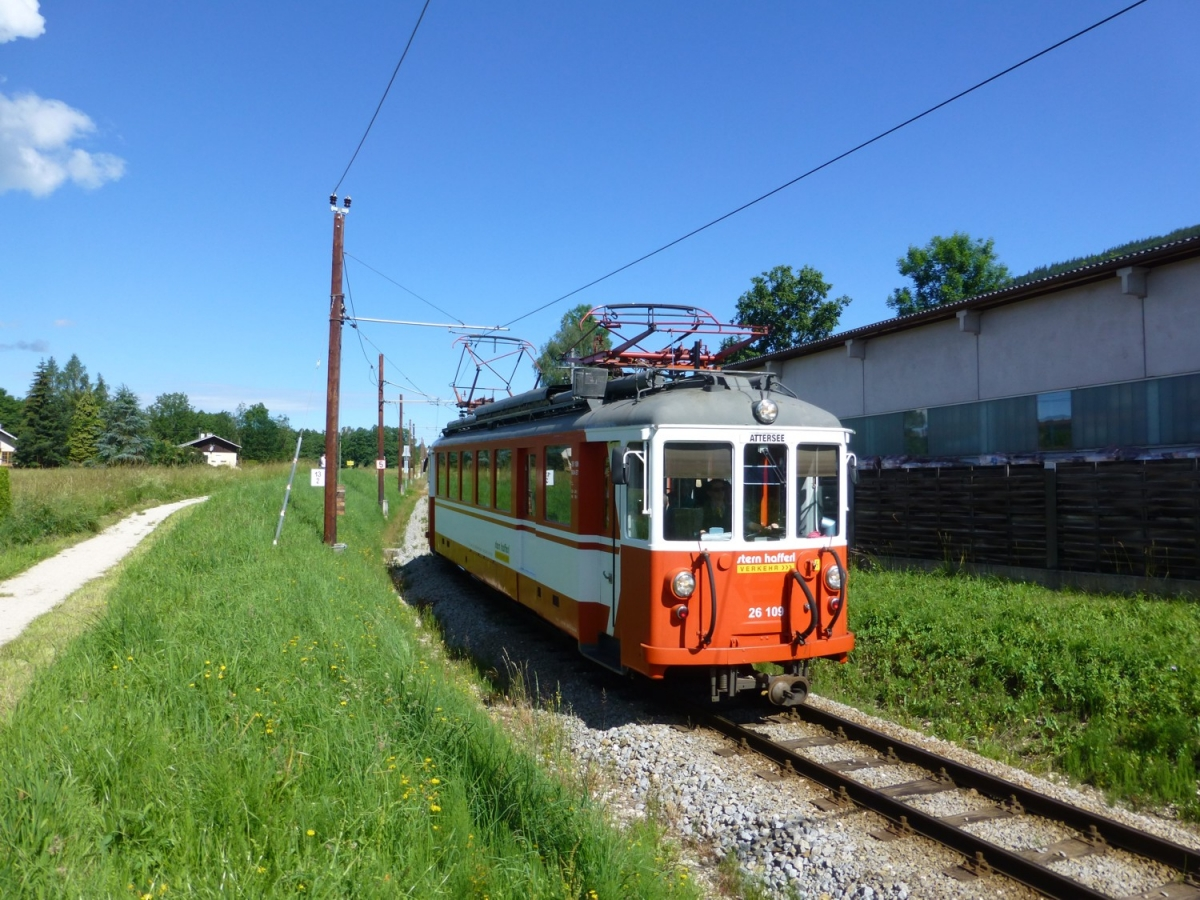
L'automotrice 6 en circulation en Autriche sur la ligne Vöcklamarkt - Attersee et immatriculée 23 109.
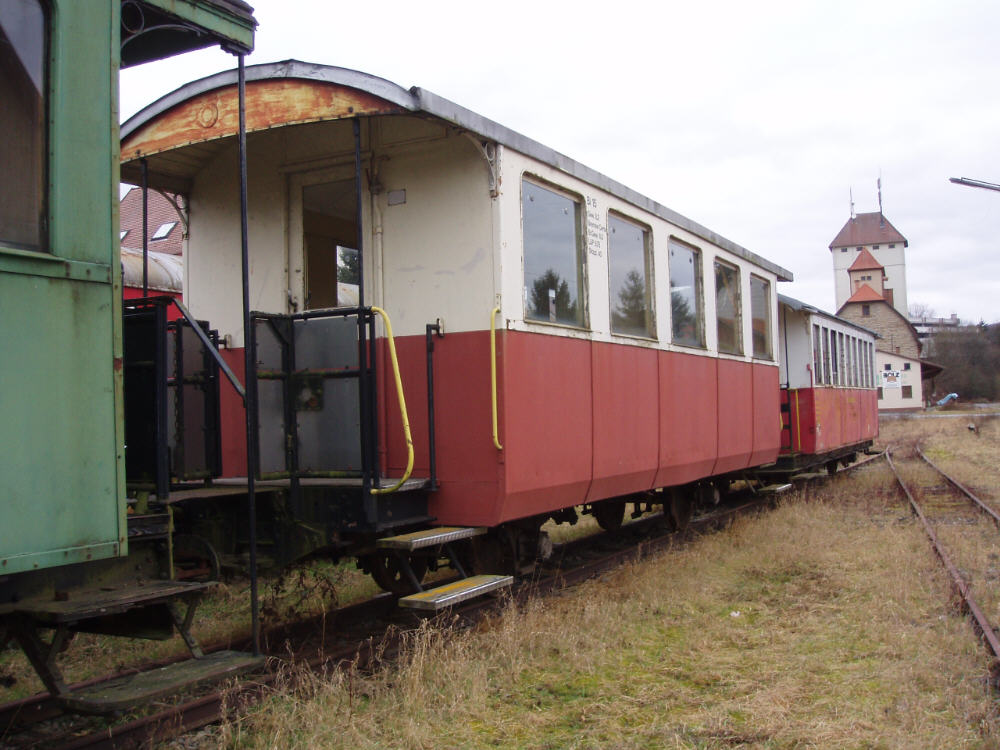
La voiture C 15 préservée en Allemagne à Dörzbach.